# Schloßberg (Elmstein)
Der Schloßberg ist ein 458 Meter hoher Berg innerhalb von Elmstein.

## Geographie

### Lage
Der Berg liegt unmittelbar nordwestlich des Kernortes der Ortsgemeinde Elmstein. Unmittelbar südlich des Berges verläuft der Speyerbach durch das Elmsteiner Tal. Östlich erstreckt sich der Elmsteiner Ortsteil Harzofen. Entlang seiner Westflanke fließt durchgehend der Große Legelbach, der am Südwestfuß von links in den Speyerbach mündet.

### Naturräumliche Zuordnung
1. Großregion 1. Ordnung: Schichtstufenland beiderseits des Oberrheingrabens
2. Großregion 2. Ordnung: Pfälzisch-saarländisches Schichtstufenland
3. Großregion 3. Ordnung: Pfälzerwald
4. Region 4. Ordnung (Haupteinheit): Mittlerer Pfälzerwald
5. Region 5. Ordnung: Frankenweide

## Bauwerke
An seinem Südhang befindet sich die Ruine der namensgebenden Burg Elmstein. Die Bebauung des gleichnamigen Ortes schmiegt sich teilweise unmittelbar an seinem Südfuß, vor allem in Form der Straßen Burgweg und Berggasse. Entlang der Hauptstraße steht das denkmalgeschützte frühere Gasthaus „Zum Schloßberg“. An seiner Ostflanke befindet sich das Naturfreundehaus Harzofen.

## Verkehr
Unmittelbar südlich des Berges verläuft die Landesstraße 499, die mit der örtlichen Hauptstraße identisch ist und entlang seiner Westflanke die K 38 nach Weidenthal, die in diesem Abschnitt bis 2022 Bestandteil der Landesstraße 504 war.

## Tourismus
Entlang seiner Ostflanke verlaufen der Fernwanderweg Staudernheim–Soultz-sous-Forêts sowie ein mit einem gelb-roten Balken gekennzeichneter Weg von der Burg Lichtenberg bis nach Wachenheim.